# 아티브 SE
삼성 아티브 SE(Samsung ATIV SE)는 삼성전자에서 2014년에 공개한 윈도폰 스마트폰이다.

## exFAT포맷 지원
exFAT포맷을 지원하여 용량이 4 GB이상인 파일을 사용할 수 있으며, 외장메모리에도 이 기술이 적용되었다.

## USB OTG 지원
USB OTG

## 색상
- 실버

## 같이 보기
- 윈도우 폰
- 삼성 아티브 탭
- 삼성 갤럭시 S5
- 삼성 아티브 오디세이